# Ilex inundata
Ilex inundata är en järneksväxtart som beskrevs av Eduard Friedrich Poeppig och Reiss. Ilex inundata ingår i släktet järnekar, och familjen järneksväxter. Inga underarter finns listade i Catalogue of Life.